# 十六銀行名古屋ビル
十六銀行名古屋ビル （じゅうろくぎんこうなごやビル） は、愛知県名古屋市中区錦三丁目にあるビルである。

## 概要
超高層ビルでは初めて「全天候型ビル自動施工システム」を用いて作業員ではなく、機械による工事で建設された建物である。
最上部に工事用のシステムが乗っかって施工される独特の工事現場の景観が話題となり、「平成5年度名古屋市都市景観賞（工事景観）」を受賞した。
十六銀行の名古屋市域を中心とした愛知県内での中心拠点として同行名古屋営業部などが所在している。かつては日本IBMが3-15階を使用して名古屋での拠点としていた(現在はJPタワー名古屋28階へ移転)。

## 主なテナント
- 十六銀行
  - 名古屋営業部（旧・名古屋支店）
  - 名古屋法人営業部
  - 名古屋ローンサービスセンター
  - PLAZA　JUROKU名古屋支店
- 十六TT証券名古屋支店（旧・本店営業部名古屋営業所）
- 日本貨物鉄道 東海支社
- マルハニチロ
- 電算システム

## 最寄駅
- 名古屋市営地下鉄鶴舞線・桜通線丸の内駅下車、5番出口を出る。

## 参照
- 十六銀行名古屋ビル　清水建設200年史　清水建設（ウェブサイト）
- 名古屋市:平成5年度名古屋市都市景観賞表彰作品（事業向け情報）（ウェブサイト）